# I. e. 700-as évek
Évszázadok: i. e. 9. század – i. e. 8. század – i. e. 7. század
Évtizedek: i. e. 750-es évek – i. e. 740-es évek – i. e. 730-as évek – i. e. 720-as évek – i. e. 710-es évek – i. e. 700-as évek – i. e. 690-es évek – i. e. 680-as évek – i. e. 670-es évek – i. e. 660-as évek – i. e. 650-es évek
Évek: i. e. 709 – i. e. 708 – i. e. 707 – i. e. 706 – i. e. 705 – i. e. 704 – i. e. 703 – i. e. 702 – i. e. 701 – i. e. 700

## Események
- Szín-ahhé-eríba hadjáratot vezet a zsidó királyságok ellen 701-ben, Izraelt elpusztítja és részben Júdeát is, ám Jeruzsálem ostromát, máig tisztázatlan okból abbahagyja. A történészek egy része – többsége – szerint ez a monoteista judaizmus kiváltó oka a korábbi héber politeizmussal szemben.[1]

## Híres személyek
- II. Sarrukín
- Szín-ahhé-eríba